# Анетта Кемпбел-Вайт
Аннетта Дж. Кемпбелл-Вайт (Annette J. Campbell-White) — венчурна капіталістка і меценат із Нової Зеландії.

## Біографія
Кемпбелл-Вайт народилась в Новій Зеландії і відвідувала університет Кейптаун у Південній Африці. Здобула ступінь бакалавра наук з хімічної інженерії та магістра наук з фізичної хімії. Вона була першим аналітиком з біотехнологій на Уолл-стріт і першою жінкою-партнером у провідній інвестиційній банківській компанії Hambrecht &amp; Quist.
Кемпбелл-Уайт заснувала MedVenture Associates, біомедичну фірму венчурного капіталу у 1986 році та була старшою керуючою директоркою фірми до відставки у 2015 році.
У 2019 році вона опублікувала спогад « За межами ринкової вартості: Спогад про колекціонування книг та світ венчурного капіталу».

### Філантропія
У 1997 році Кемпбелл-Вайт створила фонд Kia Ora для надання освітніх та інших можливостей музикантам та художникам з Нової Зеландії.
У 2016 році вона приєдналася до Консультативної ради Вікімедіа, де займається пожертвуваннями як постійним джерелом фінансів Фонду Вікімедіа .
У 2018 році Кемпбелл-Вайт удостоєна шостої щорічної Міжнародної оперної премії за її прихильність до опери та підтримки молодих артистів та виконавського мистецтва. Вона багато років була членом правління Оперного театру Сан-Франциско, і разом з чоловіком спонсорувала вистави опери в Сан-Франциско з 1995 року. Вона також була членом Ради правління Cal Performations, організації виконавського мистецтва в Каліфорнійському університеті, Берклі.